# أيدان فيتزباتريك
أيدان فيتزباتريك (بالإنجليزية: Aidan Fitzpatrick)‏ هو لاعب كرة قدم بريطاني في مركز نصف الجناح، ولد في 20 مارس 2001 في غلاسكو في المملكة المتحدة. لعب مع نادي بارتيك ثيسل.

## وصلات خارجية
- أيدان فيتزباتريك على موقع الاتحاد الإسكتلندي (الإنجليزية)
- أيدان فيتزباتريك على موقع قاعدة بيانات كرة القدم.إي يو (الإنجليزية)
- أيدان فيتزباتريك على موقع Soccerbase.com (لاعب) (الإنجليزية)
- أيدان فيتزباتريك على موقع Soccerway.com (الإنجليزية)